# Аеропорт округу Сент-Клер
Аеропорт округу Сент-Клер (англ. St. Clair County Airport, коди PLR, KPLR) — аеропорт загального користування, розташований у 6 км на південний схід від центрального ділового району Пелл-Сіті в окрузі Сент-Клер, штат Алабама, США. Належить адміністрації аеропорту округу Сент-Клер. Згідно з Національним планом інтегрованих систем аеропорту FAA на 2009—2013 роки, класифікується як розвантажувальний аеропорт для міжнародного аеропорту Бірмінгем-Шаттлсворт.